# Изнајмљивање
Изнајмљивање, такође познато као давање под закуп, је споразум код којег се врши привремена употреба добра, услуге или својине у власништву другог. Бруто закуп је када станар плати паушални износ закупнине, а станодавац плати све трошкове имовине редовно настале у власништву. Пример изнајмљивања је изнајмљивање опреме. Изнајмљивање може бити пример економије дељења.